# 红风车属
红风车属（学名：Allionia）是紫茉莉科的一属。

## 下属物种
本属包括以下物种：
- Allionia oblita Michelotti, 1861